# Western Digital
Pour les articles homonymes, voir WD.
Western Digital Corporation, également désigné par son sigle WD ou WDC, est une société américaine de fabrication de matériel informatique. Elle a été fondée en 1970 et a commencé à concevoir et fabriquer des disques durs en 1988.  
Western Digital est réputé pour avoir sorti le seul disque dur SATA grand public tournant à 10 000 tr/min : le WD Raptor, suivi par le VelociRaptor.

## Histoire
En 2008, Western Digital licencie 2 500 salariés et ferme une de ses trois usines en Thaïlande pour faire face à la récession économique.
Le 7 mars 2011, Western Digital rachète la division disques durs d'Hitachi (Hitachi Global Storage Technologies) pour un montant de 4,3 milliards de dollars.  
En octobre 2015, Western Digital acquiert pour 19 milliards de dollars SanDisk, dans le but de renforcer ses activités dans la mémoire flash .
En 2025, dans l'optique de se recentrer sur l'activité des disques durs, Western Digital a annoncé s'être séparé de SanDisk,,.

## Gammes de produits
- WD Green  : Disque dur pour Ordinateur avec peu de besoin
- WD Blue     : Disque dur pour Ordinateur de bureaux
- WD Black   : Disque dur pour Ordinateur Gaming
- WD Red     : Disque dur pour NAS
- WD Purple : Disque dur pour Vidéosurveillance
- WD Gold    : Disque dur pour Centre de donnée

### Disques durs externes

#### 2,5"
En octobre 2011, Western Digital prépare la sortie du My Passport Studio de 2 To au format 2,5 pouces qui pèse 370 grammes et s’affiche en précommande chez certains marchands en Europe à partir de 215 euros.

#### 3,5"
- Disques durs internes

- Microprocesseurs

- MCP-1600
- Disquettes

#### SSD NVME
Western Digital développe également des SSD NVME aussi bien interne qu'en externe. Ces supports de stockage ont pour avantage de proposer de meilleurs débits, tout en étant plus résistants qu'un disque dur mécanique classique.

## Sites de production
La plupart des sites de production de l'entreprise se situent en Thaïlande (à Bang Pa-In et à Prachinburi) et en Malaisie.
Western Digital s'est associé à Toshiba pour construire une usine de mémoires flash 3D au Japon, à Yokkaichi, la mise en service est prévue pour 2018. En 2019, cette usine représente 35 % de la production mondiale de mémoire flash NAND.
En 2018, Western Digital annonce la fermeture de son usine de disques durs située en Malaisie d'ici fin 2019.

## Actionnaires
Liste des principaux actionnaires au 21 novembre 2021 :
| Nom                                                          | %      |
| ------------------------------------------------------------ | ------ |
| The Vanguard Group                                           | 10,3 % |
| SSgA Funds Management                                        | 3,86 % |
| Franklin Mutual Advisers                                     | 2,98 % |
| ClearBridge Investments                                      | 2,46 % |
| Fidelity International Limited (en) Investment Advisors (UK) | 2,32 % |
| BlackRock Fund Advisors                                      | 2,18 % |
| Hitachi                                                      | 2,01 % |
| AllianceBernstein (en)                                       | 1,96 % |
| Geode Capital Management                                     | 1,91 % |
| Parnassus Investments                                        | 1,80 % |